# Eresia ithomioides
Eresia ithomioides är en fjärilsart som beskrevs av William Chapman Hewitson 1864. Eresia ithomioides ingår i släktet Eresia och familjen praktfjärilar. Inga underarter finns listade i Catalogue of Life.

## Bildgalleri

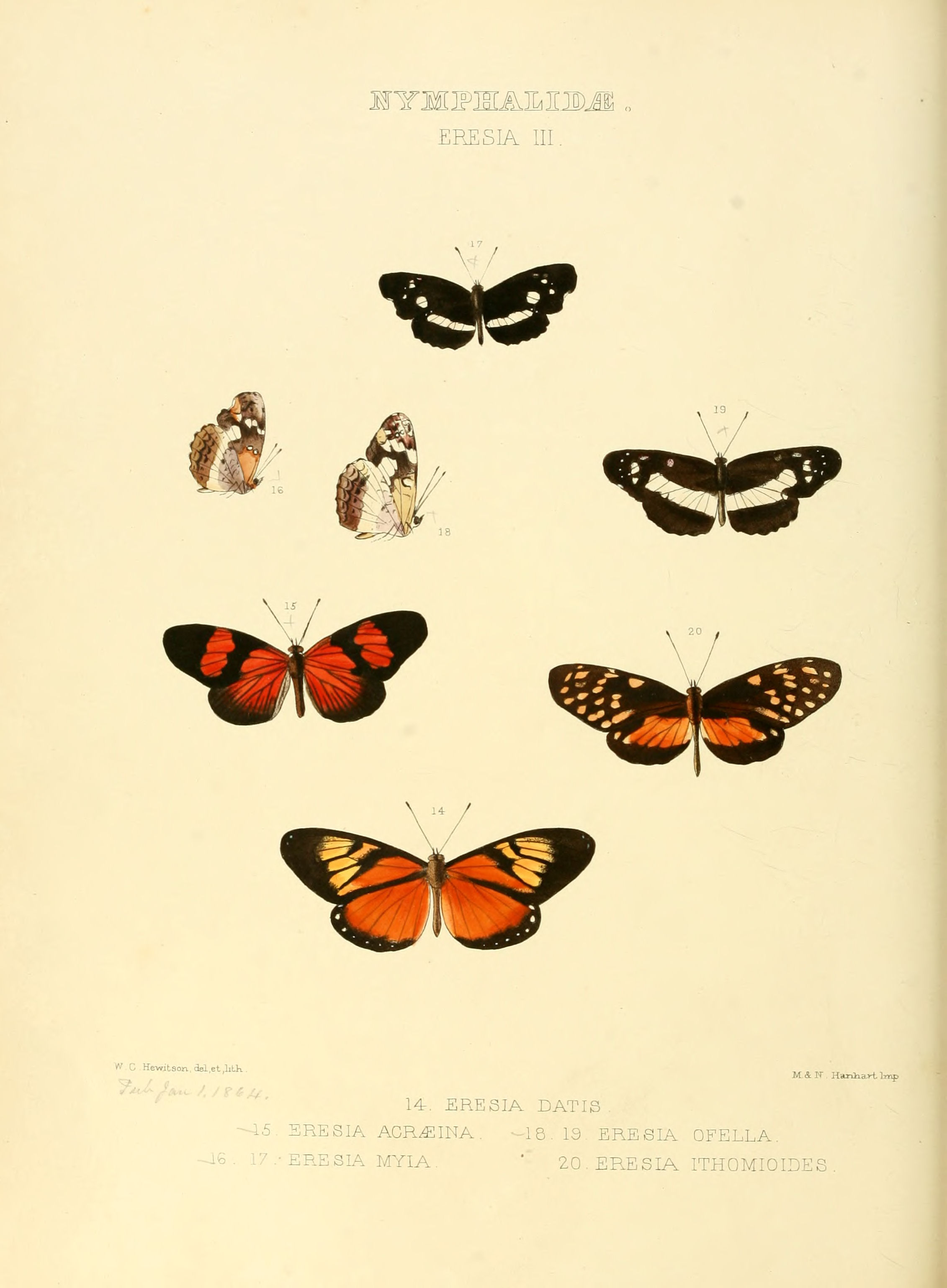
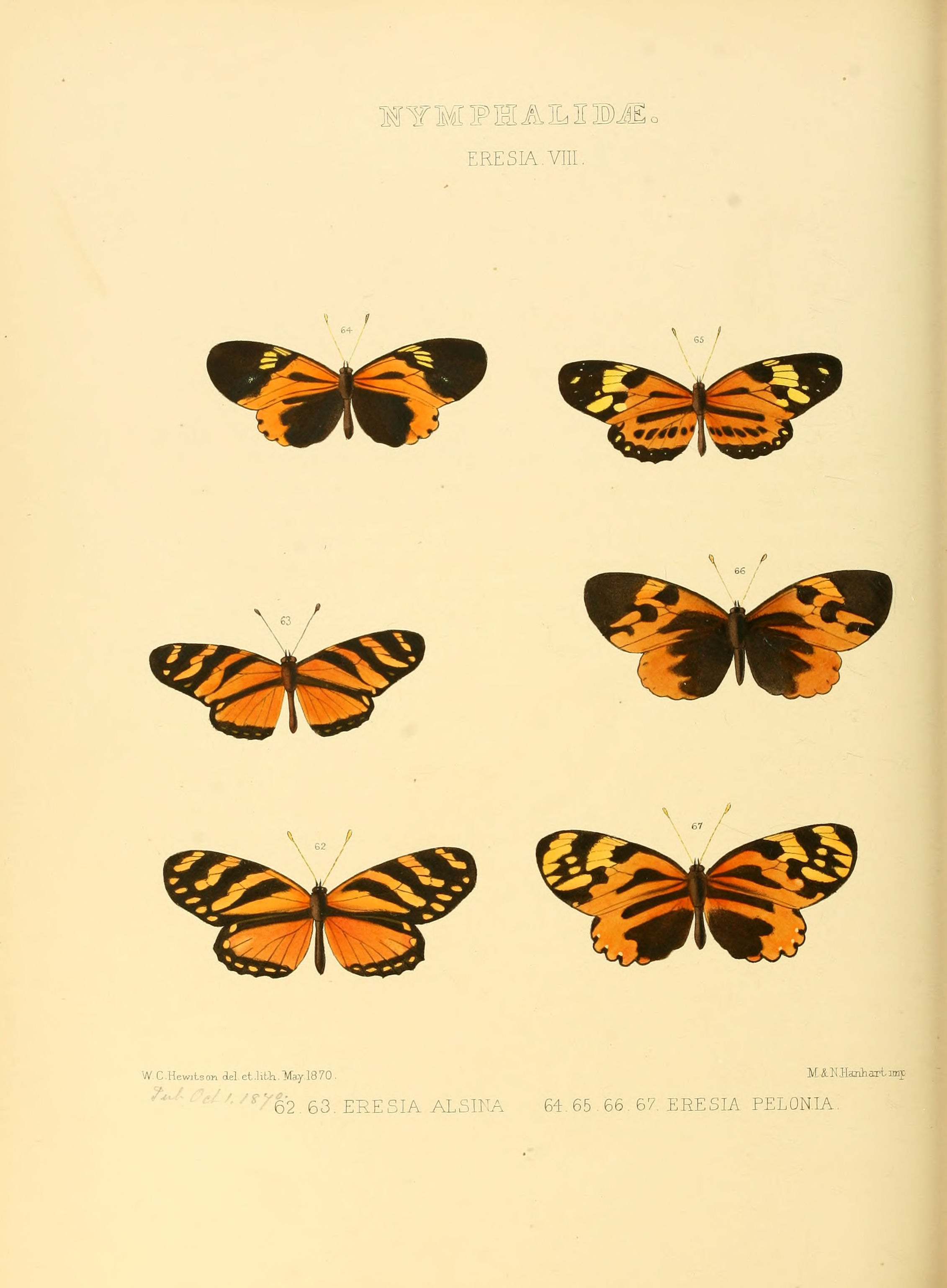
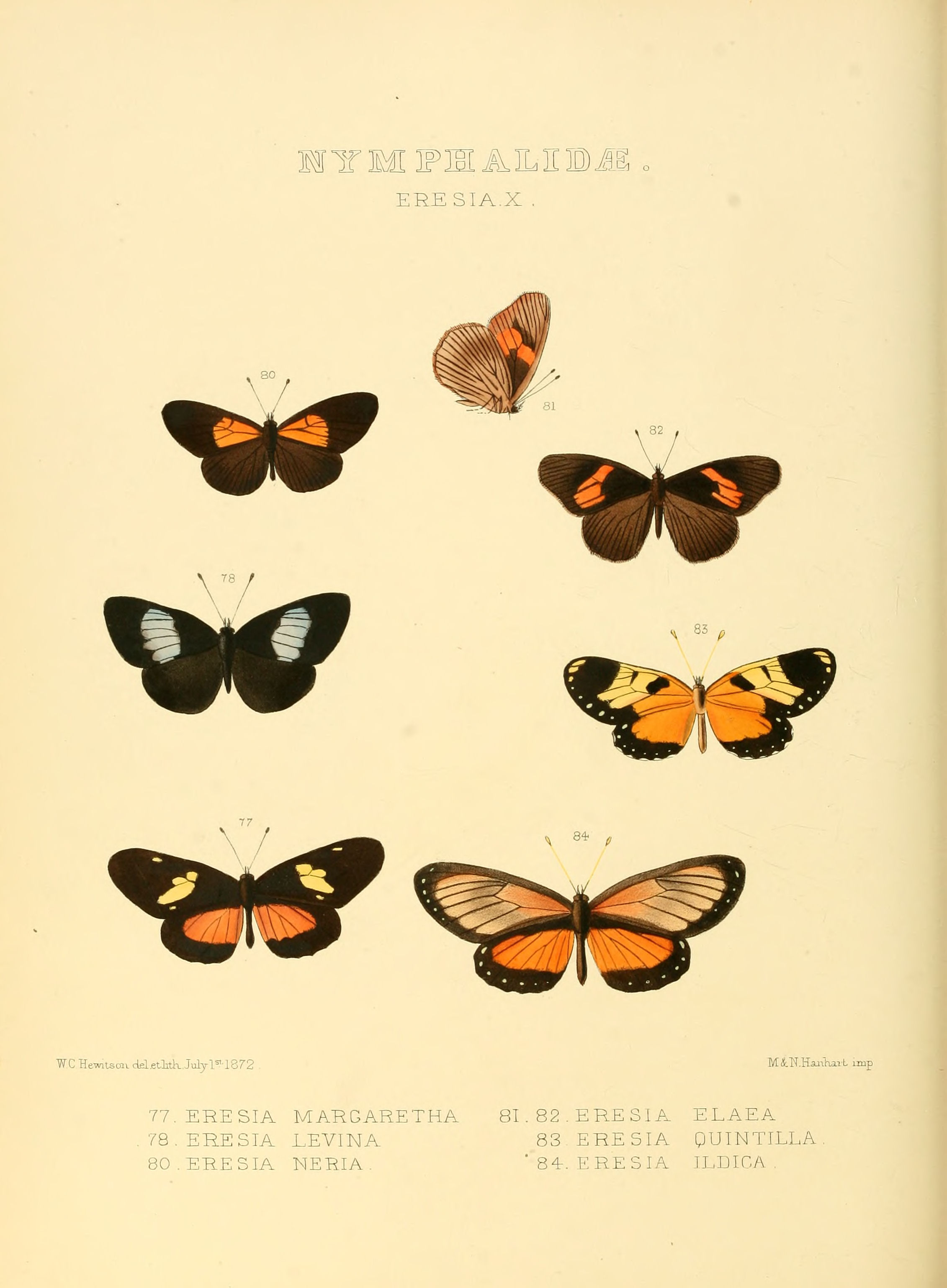